# باتريك موفوكينغ
باتريك موفوكينغ (بالإنجليزية: Patrick Mofokeng)‏ (مواليد 15 يونيو 1969)، هُو ممثل جنوب أفريقي.

## وصلات خارجية
- باتريك موفوكينغ في قاعدة بيانات الأفلام على الإنترنت